# Orthogonia crispina
Orthogonia crispina är en fjärilsart som beskrevs av Butler 1878. Orthogonia crispina ingår i släktet Orthogonia och familjen nattflyn. Inga underarter finns listade i Catalogue of Life.